# Ectohomoeosoma kasyellum
Ectohomoeosoma kasyellum är en fjärilsart som beskrevs av Ulrich Roesler 1965. Ectohomoeosoma kasyellum ingår i släktet Ectohomoeosoma och familjen mott. Inga underarter finns listade i Catalogue of Life.